# Староякшеево
Староякшеево (баш. Иҫке Яҡшый) — деревня в Балтачевском районе Башкортостана, относится к Старобалтачевскому сельсовету.

## Географическое положение
Расстояние до:
- районного центра (Старобалтачево): 3 км,
- центра сельсовета (Старобалтачево): 3 км,
- ближайшей ж/д станции (Куеда): 72 км.

## История
Расположена на реке Быстрый Танып, в последние годы практически произошло слияние с райцентром. Ближайшая железнодорожная станция находится в 72 км к юго-востоку— станция Куеда (Пермский край). Население: в 1906—1886 чел.; 1920—1499; 1939—1123; 1959—979; 1989—557; 2002—555 человек. Население работает на предприятиях и в учреждениях районного центра. Имеется сельский клуб, мечеть. Дети обучаются в средней школе № 2 села Старобалтачево.
Предположительно основана в 1-й половине XVIII века башкирами Таныпской волости Сибирской дороги на собственных землях под названием Якшиево (по имени первопоселенца Якшия Купландина). По договору 1730, 1738 годов о припуске здесь поселились тептяри; в 1746, 1758 годов— ясачные татары; позднее — мишари. Фиксировалась также под названием Евметево (Йәүмәт, по имени жителя Емметя Ишметева), Якшиявметево, Якшивметево. В 1865 в 180 дворах проживало 1020 человек. Занимались скотоводством, земледелием, плотницким делом, лесными промыслами. В деревне 2 мечети, при них 2 училища. В 1906 году зафиксировано 2 мечети, красильное заведение, 2 бакалейные лавки.
С образованием в начале XX века выселка Новоякшеево в 3 км от села Нижнесикиязово Балтачевского района получила современное название.

## Население
| 2002 | 2009 | 2010 |
| ---- | ---- | ---- |
| 555  | ↗560 | ↘528 |

Согласно переписи 2002 года, преобладающая национальность — башкиры (82 %).

## Религия
В деревне есть мечеть, построенная в 1759 году.

## Известные уроженцы
- Аскарова Захиря Фатхулловна — доктор медицинских наук, профессор Башкирского государственного медицинского университета
- Валинурова Лилия Сабиховна — доктор экономических наук, профессор УГАТУ и БГУ.
- Вафин Мэлс Гаделович — живописец. Заслуженный работник культуры РБ (1993).